# Markus Henriksen
Markus Henriksen (* 25. Juli 1992 in Trondheim) ist ein norwegischer Fußballspieler. Seine Karriere begann er in der Tippeligaen beim Traditionsverein Rosenborg Trondheim, für den auch sein Vater Trond Henriksen insgesamt zehn Jahre als Spieler aktiv war.

## Vereinskarriere
Henriksen begann seine Karriere in der Jugend des Trondheimer Multisportvereins Trond IL. 2007 wurde er im Alter von 15 Jahren vom vereinsnahen Großklub Rosenborg Trondheim in dessen Jugend übernommen, wo er sich bald zum größten Talent Norwegens entwickelte.
Innerhalb von zwei Jahren stieg er von der U-19 über die U-21 in die Profimannschaft auf, für die er 16-jährig am 10. Mai 2009 im Pokalspiel gegen Gjøvik-Lyn debütierte. In der Liga kam er in der gleichen Saison auf drei Kurzeinsätze, in denen er weitere Talentproben abgeben konnte und mit der norwegischen Meisterschaft seinen ersten Titelgewinn auf Profiebene feiern konnte.
Nach dem Abgang von Spielmacher Marek Sapara zu MKE Ankaragücü, avancierte er bereits in der Folgespielzeit unter Trainer Erik Hamrén zum Stammspieler und entwickelte sich unter dessen Nachfolger Nils Arne Eggen innerhalb kurzer Zeit zu einem Schlüsselspieler der Mannschaft. Als zentral-offensiver Mittelfeldspieler im 4-3-3 System von Eggen, war er mit sieben Toren in 28 Saisonspielen hinter den Stürmern Steffen Iversen und Rade Prica als Mittelfeldspieler drittgefährlichster Torjäger seiner Mannschaft und überzeugte durch konstant starke Auftritte über die gesamte Spielzeit. Ende 2010 hatte er mit dem Verein abermals den Meistertitel und erstmals den norwegischen Supercup gewonnen und wurde zum "U-21 Spieler des Jahres" in der Tippeligaen gewählt. Simultan dazu war er beim Kniksenprisen auch als Mittelfeldspieler des Jahres nominiert, verlor jedoch gegen seinen damaligen Mannschaftskameraden Anthony Annan.
Zuvor hatte er bereits am 12. Oktober 2010 im Freundschaftsspiel gegen Kroatien in der A-Nationalmannschaft debütiert.

## Nationalmannschaft
International für Norwegen lief er erstmals während der Qualifikation zur U-19-Fußball-Europameisterschaft 2010 auf. Er bestritt alle drei möglichen Spiele und erzielte dabei ein Tor.
Im August 2010 wurde er daraufhin 18-jährig in die U-21 Nationalmannschaft vorgezogen, für die er bei der 4:1-Auswärtsniederlage gegen Kroatien debütierte. Henriksen gelang das Tor für Norwegen.
Knapp zwei Monate später wurde er von Trainer Egil Olsen überraschend für das Freundschaftsspiel gegen Kroatien für die A-Nationalmannschaft nominiert. In Folge stand er in der Startformation, ehe er in der Halbzeit gegen Henning Hauger ausgetauscht wurde. Durch seinen Einsatz avancierte er zum jüngsten Debütanten seit 1982 bzw. zweitjüngsten Spieler in der Geschichte der norwegischen Nationalmannschaft. Obwohl sich Olsen über Henriksens Leistung positiv äußerte und sogar einräumte, dass er bereits seinen Mittelfeldpartner bei RKB und Vorgänger als Top-Talent, Per Ciljan Skjelbred vom Leistungspensum überholt hätte, verzichtete er auf eine Nominierung für das Folgespiel gegen Zypern.
Seither kommt er simultan in der U-21 und A-Nationalmannschaft zum Einsatz.

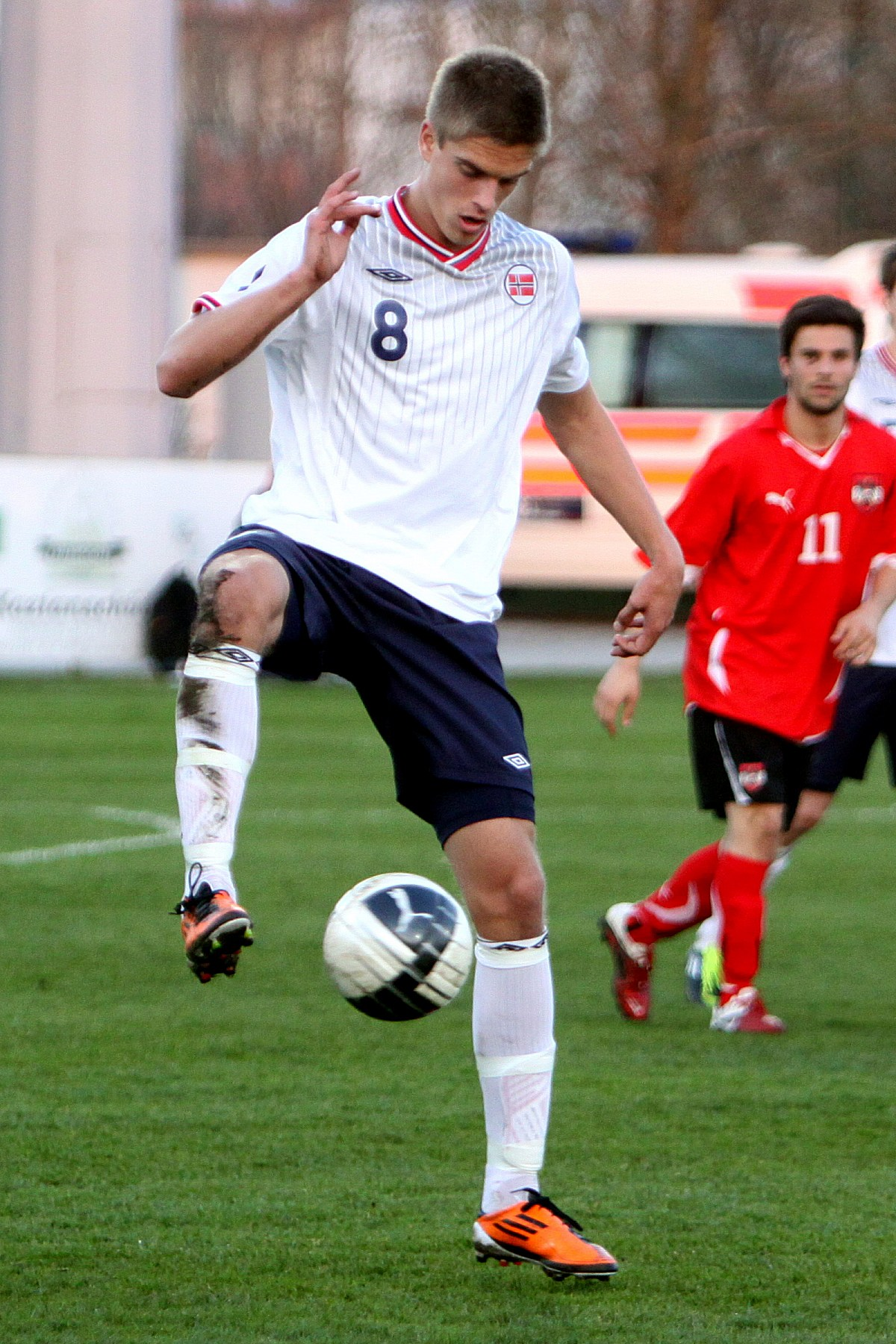
Henriksen im Trikot der norwegischen U-21 Nationalmannschaft

## Sonstiges
2010 wurde er von der spanischen Fußballzeitung Don Balón als einziger Norweger neben Harmeet Singh unter den "100 größten Talenten der Welt geführt".
Im Alter von 11 Jahren nahm er gemeinsam mit zwei Freunden unter dem Namen "Sheep Boys" am norwegischen Melodi Grand Prix Junior der norwegischen Vorentscheidung für den MGP-Nordic, einem skandinavischen Songcontest für Kinder teil. Die Gruppe schied jedoch bereits vorzeitig aus.
Henriksens Vater Trond absolvierte als Defensivspieler zwischen 1983 und 1993 insgesamt 193 Ligaspiele für RBK und gilt bis heute aufgrund seiner kompromisslosen Spielweise und seines großen Einsatzwillens (Spitzname "Rambo") als Publikumsliebling. Mit 29 gelben Karten ist er bis heute vereinsinterner Rekordhalter in dieser Kategorie. Während seiner Karriere gewann er fünf Mal den Meistertitel und drei Mal den norwegischen Pokal. Seit 2006 ist er mit kurzen Unterbrechungen als Co-Trainer bei Rosenborg tätig.

## Erfolge
Im Verein
- 2 × Norwegischer Meister: 2009, 2010
- 1 × Norwegischer Supercupsieger: 2010
- 1 × Norwegischer Jugendmeister: 2009[14]

Als Spieler
- 1 × Årets unge spiller (U-21 Spieler des Jahres): 2010[3]
- 1 × Statoil Talentprisen: 2010[15]